# (8663) 1991 DJ1
(8663) 1991 DJ1 là một tiểu hành tinh vành đai chính. Nó được phát hiện bởi Eleanor F. Helin ở Đài thiên văn Palomar ở Quận San Diego, California, ngày 18 tháng 2 năm 1991.